# 石原雅二郎

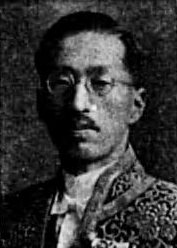
石原雅二郎

石原 雅二郎（いしはら つねじろう、1888年（明治21年）3月6日 - 1946年（昭和21年）11月8日）は、日本の内務・警察官僚、政治家、教育者。官選県知事、津市長、中央大学教授。

## 経歴
福岡県企救郡小倉町紺屋町（現北九州市小倉北区）で石原雅広の二男として生まれる。1906年、福岡県立中学修猷館、1910年7月、第一高等学校独法科を卒業。1913年11月、文官高等試験行政科試験に合格。1914年、東京帝国大学法科大学法律学科（独法）を卒業。内務省に入省し京都府属となる。
1915年9月、東京府属兼内務属となる。以後、栃木県理事官、特殊財産管理局事務官・第二課長、警保局図書課長、同外事課長、兼同保安課長、警察講習所教授兼内務書記官、社会局社会部長、同保険部長などを歴任。
1932年6月28日、山形県知事に就任。凶作への対策、農村経済の回復に尽力。1934年10月30日、千葉県知事に転任。県営水道建設の推進、凖政治体制の整備、食糧増産体制の整備などに尽力。1937年7月7日に依願免本官となり退官した。
その後、中央大学教授、大正大学講師を務めた。終戦後の1945年11月、津市長に就任。市民生活の復興と安定に努めたが、1946年5月に市長を辞任した。同年11月に死去した。

## 著作
- 『法学通論』法制時報社、1922年。
- 『かけりゆく心』法制時報社、1922年。
- 『一教授の思い出』〈警察叢書:第3〉松華堂書店、1930年。
- 『思想警察概論』〈警察叢書:第5〉松華堂書店、1931年。
- 『警察心鑑』〈警察叢書:第2〉松華堂書店、1932年。

## 親族
- 妻 石原作（仙石貢の娘）[1]